# فولزن
فولزن (به آلمانی: Fölsen) یک منطقهٔ مسکونی در آلمان است که در ویللباداسن واقع شده‌است. فولزن ۲۰۰ نفر جمعیت دارد.